# Площа перспективна
Площа перспективна (рос. площадь перспективная, англ. prospect; нім. perspektivische Fläche f, höffige Fläche f, höffiges Gebiet n) — у геології — площа, що має геологічні передумови, сукупність сприятливих показників (критеріїв) для формування і розташування корисних копалин у земній корі. Розрізняють структурно-тектонічні, стратиграфічні, літологічні, геохімічні, гідрогеологічні та ін. передумови. На П.п. спостерігаються рудопрояви, нафтогазопрояви тощо. Часто перспективна (продуктивна) площа вже містить родовище корисної копалини, за якою вона вважається перспективною.